# Neurocalyx championii
Neurocalyx championii là một loài thực vật có hoa trong họ Thiến thảo. Loài này được Benth. ex Thwaites mô tả khoa học đầu tiên năm 1859.